# The Onyx Hotel Tour
The Onyx Hotel Tour — пятый концертный тур американской певицы Бритни Спирс, организованный в поддержку её четвёртого студийного альбома In the Zone (2003). Концерты прошли в Северной Америке и Европе. Первоначальное название тура — In the Zone Tour, но из-за проблем с производителем одежды с таким же названием Спирс запретили использовать его.
The Onyx Hotel Tour был успешен; кассовые сборы составили $34 млн. В марте Спирс получила травму колена на сцене, из-за чего была вынуждена перенести два концерта. В июне, во время съёмки видеоклипа на песню «Outrageous» Спирс упала и снова повредила колено. Она сделала артроскопическую операцию, а оставшаяся часть тура была отменена.

## Предыстория
2 декабря 2003 года, через свой официальный сайт Спирс анонсировала даты концертов в США в поддержку её четвёртого студийного альбома In the Zone (2003). Тур должен был начаться 2 марта в Сан-Диего, штат Калифорния на арене iPayOne Center.
Я с нетерпением жду, когда я смогу выступить перед моими поклонниками, которые, может быть, не имели возможности увидеть любой из моих предыдущих туров".

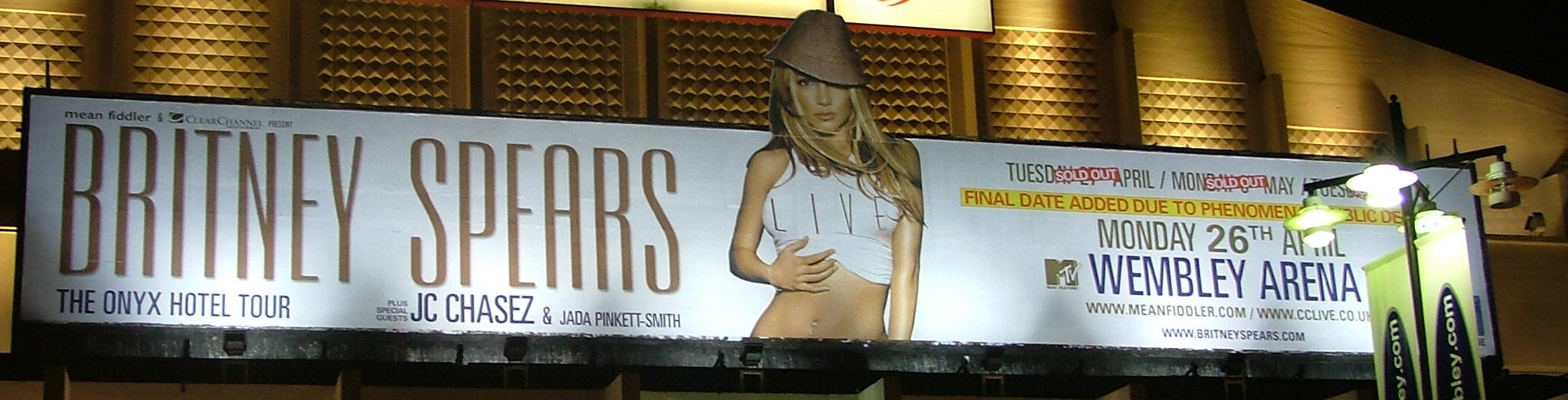
Промовывеска тура в Лондоне

12 января 2004 года были анонсированы четыре даты в Глазго, Манчестере, Лондоне и Бирмингеме; её первые за 4 года даты концертов в Великобритании. После начала североамериканской части, Спирс объявила о летней части в США в июне, а также европейскую часть, которая стартует 27 апреля в Лондоне и заканчивается 5 июня в Лиссабоне на фестивале Rock in Rio. Также ходили слухи о том, что певица посетит Латинскую Америку и Азию в конце этого года. Первоначально планировалось назвать турне In the Zone Tour. 17 февраля 2004 года производитель одежды в Сан-Диего с таким же названием подал в суд на Спирс и за $10 млн потребовал запретить ей использовать товарный знак. 17 мая 2004 года в Бостоне, штат Массачусетс открылся отель под названием Onyx Hotel. Компания Kimpton Hotels & Restaurant Group придумала название за 2 года до начала разработки тура. Спирс и Kimpton group решили рекламировать отель, показывая номер под названием The Britney Spears Foundation Room. Он был разработан матерью Спирс, отражая индивидуальность и вкус певицы. Номер открылся шеть недель спустя, и часть средств шла в Britney Spears Foundation.

## Разработка

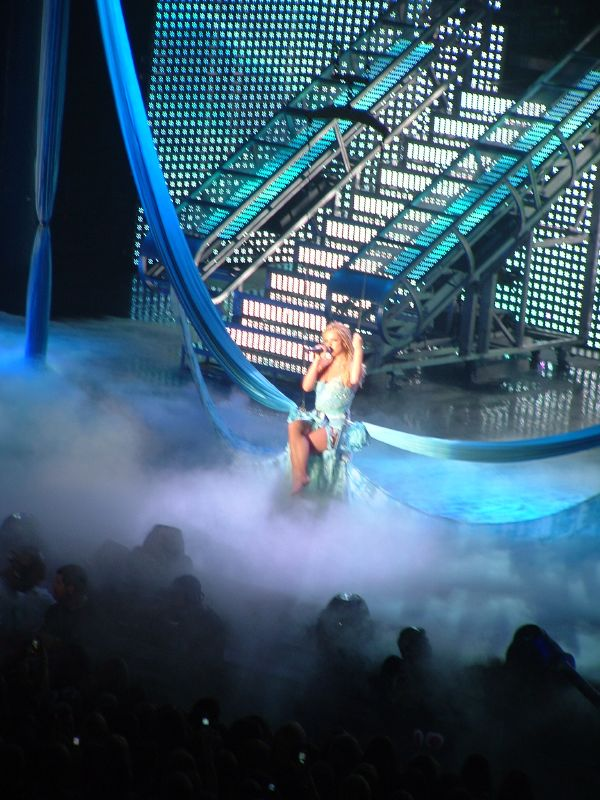
Спирс исполняет песню «Shadow»

В основном шоу вдохновлено бродвейскими мюзиклами, и прежде всего мюзиклом Grand Hotel, который был поставлен Томми Тюном и изображает один день из жизни Berlin Grand Hotel в 1928 году. Спирс рассказала, что идея отеля пришла к ней во время путешествия и была объединена с концепцией камня оникс. Тур был описан как «уникальный, таинственный отель, напитанный камнем оникс, где гости, которые вносят свой собственный свет в драгоценный камень, воплощают свои фантазии в жизнь. Это яркое, фантастическое место, где реализуются чудесные сны и раскрываются самые тёмные тайны.»

«Я бы хотела, чтобы мои зрители вышли за пределы аудитории, чувствуя самый волшебный опыт в их жизни. Камень оникс отчасти символизирует то, что ведёт меня в моей жизни, что есть большая картина во всём, и есть то, что поможет вам, когда вам нужно ехать из точки А в точку Б.»

Режиссёром тура был выбран Кевин Танчароен. «Исходя из любви к кино-обстановке, я хотел бы сделать этот тур похожим на фильм. Немного Джоэла Шумахера встречается с Тимом Бёртоном» — Танчароен говорит о разработке тура. Он также пояснил, что камень оникс символизирует неиспользованное желание. Сцена в The Onyx Hotel Tour менее сложная, чем в предыдущем туре Dream Within a Dream Tour. Над ней располагаются три видео-экрана. Сет-лист в основном был составлен из песен альбома In the Zone. Другие песни, которые были включены в сет-лист: «Boys», «I'm a Slave 4 U», «Overprotected» из альбома Britney (2001), а также три её ранних хита «…Baby One More Time», «(You Drive Me) Crazy» и «Oops!… I Did It Again», которые исполнялись с элементами джаза и блюза. Промофотографии для турне были сделаны Маркусом Клинко и Индрани.

## Описание концерта
Шоу начинается с пародии, где яркий МС приветствует зрителей в отеле Оникс. После этого он берёт оникс и бросает его в видеоэкраны, в результате чего виртуальная люстра падает на пол. Спирс мелькает на экране, в то время как её танцоры спускаются на сцену. Она появляется стоя на вершине небольшого автобуса, одетая в чёрный кэтсьют и исполняет «Toxic». Она спускается на сцену для танца, а затем поёт песню «Overprotected». После неё начинается песню «Boys». Иногда после этой песни был ещё трек но в азиатской и в расширеной части тура.
Начинается второй акт..... 
На сцене стоят столы и стулья, начинается джазовая музыка Спирс появляется на сцени с помощью "сценического лифта". Начинается ""

## Разогрев
- Kelis (Северная Америка) (select venues)
- Skye Sweetnam (Северная Америка) (select venues)
- JC Chasez (Европа) (select venues)
- Wicked Wisdom (Европа) (select venues)

## Сет лист
1. «Check-In» (Performance Introduction)
2. «Toxic»
3. «Overprotected» (The Darkchild Remix)
4. «Boys» (The Co-Ed Remix)
5. «Showdown»
6. «Mystic Lounge» (Video Interlude)
7. «…Baby One More Time»
8. «Oops!… I Did It Again»
9. «(You Drive Me) Crazy»
10. «Mystic Garden» (Video Interlude)
11. «Everytime»
12. «The Hook Up»
13. «I'm a Slave 4 U»
14. «The Onyx Zone» (Video Interlude)
15. «Shadow»
16. «Security Cameras» (Video Interlude)
17. «Touch of My Hand»
18. «Breathe on Me»
19. «Outrageous»
20. «Club» (Performance Interlude)
21. «(I Got That) Boom Boom»
22. «Check-Out» (Video Interlude)
23. «Me Against the Music» (Rishi Rich’s Desi Kulcha Remix)

## Даты концертов
| Дата             | Город              | Страна            | Место                                     |
| Северная Америка | Северная Америка   | Северная Америка  | Северная Америка                          |
| ---------------- | ------------------ | ----------------- | ----------------------------------------- |
| 2 марта 2004     | Сан-Диего          | США               | iPayOne Center                            |
| 3 марта 2004     | Глендейл           | США               | Glendale Arena                            |
| 5 марта 2004     | Фресно             | США               | Save Mart Center at Fresno State          |
| 6 марта 2004     | Лас-Вегас          | США               | MGM Grand Garden                          |
| 8 марта 2004     | Лос-Анджелес       | США               | Staples Center                            |
| 9 марта 2004     | Окленд             | США               | Oakland Arena                             |
| 11 марта 2004    | Портленд           | США               | Rose Garden Arena                         |
| 12 марта 2004    | Сиэтл              | США               | KeyArena                                  |
| 15 марта 2004    | Денвер             | США               | Pepsi Center                              |
| 17 марта 2004    | Омаха              | США               | Qwest Center Omaha                        |
| 18 марта 2004    | Молин              | США               | The MARK of the Quad Cities               |
| 23 марта 2004    | Атланта            | США               | Philips Arena                             |
| 24 марта 2004    | Колумбия           | США               | Colonial Center                           |
| 25 марта 2004    | Джэксонвилл        | США               | Jacksonville Veterans Memorial Arena      |
| 28 марта 2004    | Майами             | США               | American Airlines Arena                   |
| 29 марта 2004    | Орландо            | США               | TD Waterhouse Centre                      |
| 31 марта 2004    | Филадельфия        | США               | Wachovia Center                           |
| 3 апреля 2004    | Торонто            | Канада            | Air Canada Centre                         |
| 4 апреля 2004    | Монреаль           | Канада            | Bell Centre                               |
| 6 апреля 2004    | Манчестер          | США               | Verizon Wireless Arena                    |
| 8 апреля 2004    | Провиденс          | США               | Dunkin' Donuts Center                     |
| 9 апреля 2004    | Трентон            | США               | Sovereign Bank Arena                      |
| 10 апреля 2004   | Ист-Ратерфорд      | США               | Continental Airlines Arena                |
| 13 апреля 2004   | Роузмонт           | США               | Allstate Arena                            |
| 14 апреля 2004   | Оберн-Хиллс        | США               | The Palace of Auburn Hills                |
| Европа           |                    |                   |                                           |
| 26 апреля 2004   | Лондон             | Англия            | Wembley Arena                             |
| 27 апреля 2004   | Лондон             | Англия            | Wembley Arena                             |
| 29 апреля 2004   | Глазго             | Шотландия         | Scottish Exhibition and Conference Centre |
| 30 апреля 2004   | Глазго             | Шотландия         | Scottish Exhibition and Conference Centre |
| 1 мая 2004       | Манчестер          | Англия            | Manchester Evening News Arena             |
| 3 мая 2004       | Лондон             | Англия            | Wembley Arena                             |
| 4 мая 2004       | Лондон             | Англия            | Wembley Arena                             |
| 5 мая 2004       | Бирмингем          | Англия            | National Indoor Arena                     |
| 7 мая 2004       | Роттердам          | Нидерланды        | The Ahoy                                  |
| 9 мая 2004       | Копенгаген         | Дания             | Forum Copenhagen                          |
| 10 мая 2004      | Осло               | Норвегия          | Oslo Spektrum                             |
| 11 мая 2004      | Стокгольм          | Швеция            | Stockholm Globe Arena                     |
| 14 мая 2004      | Франкфурт-на-Майне | Германия          | Festhalle                                 |
| 15 мая 2004      | Гамбург            | Германия          | Color Line Arena                          |
| 16 мая 2004      | Берлин             | Германия          | Velodrom                                  |
| 18 мая 2004      | Лион               | Франция           | Halle Tony Garnier                        |
| 19 мая 2004      | Милан              | Италия            | Fila Forum                                |
| 20 мая 2004      | Цюрих              | Швейцария         | Hallenstadion                             |
| 22 мая 2004      | Вена               | Австрия           | Wiener Stadthalle                         |
| 23 мая 2004      | Будапешт           | Венгрия           | Budapest Sports Arena                     |
| 25 мая 2004      | Мюнхен             | Германия          | Olympiahalle                              |
| 28 мая 2004      | Оберхаузен         | Германия          | König Pilsener Arena                      |
| 29 мая 2004      | Гент               | Бельгия           | Flanders Expo                             |
| 30 мая 2004      | Париж              | Франция           | Palais omnisports de Paris-Bercy          |
| 1 июня 2004      | Белфаст            | Северная Ирландия | Odyssey Arena                             |
| 2 июня 2004      | Дублин             | Ирландия          | The Point                                 |
| 3 июня 2004      | Дублин             | Ирландия          | The Point                                 |
| 5 июня 2004      | Лиссабон           | Португалия        | Parque da Bela Vista                      |
| 6 июня 2004      | Дублин             | Ирландия          | RDS Arena                                 |

### Сборы
| Место                                | Город        | Продано / Общее кол-во билетов | Выручка     |
| ------------------------------------ | ------------ | ------------------------------ | ----------- |
| iPayOne Center                       | Сан-Диего    | 11 578 / 14 391 (80 %)         | $666 015    |
| Glendale Arena                       | Глендейл     | 13 143 / 13 718 (96 %)         | $786 473    |
| Save Mart Center                     | Фресно       | 12 710 / 13 000 (98 %)         | $760 384    |
| MGM Grand Arena                      | Лас-Вегас    | 13 297 / 13 297 (100 %)        | $1 075 105  |
| Staples Center                       | Лос-Анджелес | 15 059 / 15 171 (99 %)         | $1 060 057  |
| Oakland Arena                        | Окленд       | 11 659 / 11 659 (100 %)        | $823 963    |
| Rose Garden Arena                    | Портленд     | 7 781 / 14 562 (53 %)          | $500 675    |
| KeyArena                             | Сиэтл        | 10 107 / 11 085 (91 %)         | $650 208    |
| Pepsi Center                         | Денвер       | 11 439 / 17 700 (64 %)         | $639 682    |
| Qwest Center Omaha                   | Омаха        | 11 871 / 14 567 (81 %)         | $626 871    |
| The MARK of the Quad Cities          | Молин        | 8 697 / 10 463 (83 %)          | $516 694    |
| Philips Arena                        | Атланта      | 12 456 / 14 144 (88 %)         | $793 814    |
| Jacksonville Veterans Memorial Arena | Джексонвилл  | 11 227 / 11 227 (100 %)        | $704 961    |
| American Airlines Arena              | Майами       | 12 880 / 12 880 (100 %)        | $826 543    |
| TD Waterhouse Centre                 | Орландо      | 10 189 / 10 189 (100 %)        | $658 295    |
| Wachovia Center                      | Филадельфия  | 15 400 / 15 400 (100 %)        | $1 002 316  |
| Air Canada Centre                    | Торонто      | 15 469 / 16 143 (96 %)         | $993 010    |
| Bell Centre                          | Монреаль     | 12 942 / 12 942 (100 %)        | $857 003    |
| Verizon Wireless Arena               | Манчестер    | 9 141 / 9 270 (99 %)           | $602 643    |
| Dunkin' Donuts Center                | Провиденс    | 10 628 / 10 762 (99 %)         | $668 506    |
| Sovereign Bank Arena                 | Трентон      | 7 411 / 7 411 (100 %)          | $528 784    |
| Continental Airlines Arena           | Нью-Джерси   | 17 000 / 17 219 (99 %)         | $959 306    |
| All State Arena                      | Чикаго       | 13 383 / 14 882 (90 %)         | $866 678    |
| The Palace of Auburn Hills           | Детройт      | 13 059 / 13 998 (93 %)         | $730 045    |
|                                      | Всего        | 288 503 / 310 080 (93 %)       | $18 307 331 |

## Отменённые концерты
| Дата             | Города           | Страна           | Арена                         | Причина отмены      |
| Северная Америка | Северная Америка | Северная Америка | Северная Америка              | Северная Америка    |
| ---------------- | ---------------- | ---------------- | ----------------------------- | ------------------- |
| 19 марта 2004    | Чикаго           | США              | Allstate Arena                | Травма колена       |
| 21 марта 2004    | Детройт          | США              | Palace of Auburn Hills        | Травма колена       |
| 1 апреля 2004    | Кливленд         | США              | Gund Arena                    | Болезнь             |
| Европа           |                  |                  |                               |                     |
| 26 мая 2004      | Риза             | Германия         | Erdgasarena                   | Технические причины |
| Северная Америка |                  |                  |                               |                     |
| 22 июня 2004     | Хартфорд         | США              | Meadows Music                 | Травма колена       |
| 23 июня 2004     | Мэнсфилд         | США              | Tweeter Center                | Травма колена       |
| 25 июня 2004     | Скрантон         | США              | Montage Mountain              | Травма колена       |
| 26 июня 2004     | Дариен           | США              | Darien Lake                   | Травма колена       |
| 27 июня 2004     | Торонто          | Канада           | Molson Amphitheatre           | Травма колена       |
| 29 июня 2004     | Кливленд         | США              | Gund Arena                    | Травма колена       |
| 30 июня 2004     | Индианаполис     | США              | Verizon Wireless Amphitheater | Травма колена       |
| 1 июля 2004      | Милуоки          | США              | Marcus Amphitheater           | Травма колена       |
| 3 июля 2004      | Колумбус         | США              | Germain Amphitheater          | Травма колена       |
| 4 июля 2004      | Херши            | США              | Hershey Park Stadium          | Травма колена       |
| 8 июля 2004      | Уанто            | США              | Jones Beach                   | Травма колена       |
| 9 июля 2004      | Уанто            | США              | Jones Beach                   | Травма колена       |
| 10 июля 2004     | Бристоу          | США              | Nissan Pavilion               | Травма колена       |
| 12 июля 2004     | Филадельфия      | США              | Tweeter Center                | Травма колена       |
| 13 июля 2004     | Холмдел          | США              | Post-Gazette Pavilion         | Травма колена       |
| 14 июля 2004     | Питтсбург        | США              | Post-Gazette Pavilion         | Травма колена       |
| 16 июля 2004     | Миннеаполис      | США              | Target Center                 | Травма колена       |
| 17 июля 2004     | Чикаго           | США              | Tweeter Center                | Травма колена       |
| 19 июля 2004     | Сент-Луис        | США              | MB Bank Pavilion              | Травма колена       |
| 20 июля 2004     | Нашвилл          | США              | Starwood Amphitheatre         | Травма колена       |
| 21 июля 2004     | Атланта          | США              | Hi Fi Buys Amphitheatre       | Травма колена       |
| 23 июля 2004     | Атлантик-Сити    | США              | Borgata Hotel Casino          | Травма колена       |
| 24 июля 2004     | Вирджиния-Бич    | США              | Virginia Beach Amphitheater   | Травма колена       |
| 25 июля 2004     | Гринсборо        | США              | Greensboro Coliseum           | Травма колена       |
| 28 июля 2004     | Тампа            | США              | Tampa Bay Amphitheatre        | Травма колена       |
| 30 июля 2004     | Новый Орлеан     | США              | New Orleans Arena             | Травма колена       |
| 31 июля 2004     | Хьюстон          | США              | Cynthia Woods Mitchell        | Травма колена       |
| 2 августа 2004   | Даллас           | США              | Smirnoff Music Center         | Травма колена       |
| 3 августа 2004   | Сан-Антонио      | США              | Verizon Wireless Amphitheater | Травма колена       |
| 5 августа 2004   | Альбукерке       | США              | Journal Pavilion              | Травма колена       |
| 7 августа 2004   | Ирвайн           | США              | Verizon Wireless Amphitheatre | Травма колена       |
| 8 августа 2004   | Конкорд          | США              | Chronicle Pavilion            | Травма колена       |
| 10 августа 2004  | Сакраменто       | США              | Sleep Train Amphitheatre      | Травма колена       |
| 11 августа 2004  | Сан-Франциско    | США              | Shoreline Amphitheatre        | Травма колена       |
| 13 августа 2004  | Чула-Виста       | США              | Coors Amphitheatre            | Травма колена       |
| 14 августа 2004  | Лас-Вегас        | США              | MGM Grand                     | Травма колена       |
| 15 августа 2004  | Бейкерсфилд      | США              | Centennial Garden             | Травма колена       |